# Sammie Okposo
Sammie Okposo (ur. 30 maja 1971, zm. 25 listopada 2022) – nigeryjski wokalista gospel, producent muzyczny.

## Biografia
Okposo urodził się 30 maja 1971 roku, był także producentem muzycznym, psalmistą i dyrektorem generalnym Zamar Entertainment. Swój pierwszy album Addicted wydał w 2004 roku.
Okposo współpracował z wieloma innymi artystami z dziedziny muzyki gospel i soul, współpracował z popularnym piosenkarzem gospel Marvelous Odiete przy „Follow You”, regularnie występował w Afryce, Europie i Ameryce Północnej oraz był kuratorem serii koncertów o nazwie SOPP (Sammie Okposo Praise Party). Jego najnowszy album, The Statement (2018), został wyprodukowany przez nagrodzonego Grammy Kevina Bonda.

## Kariera
W 1992 Okposo został producentem ścieżki dźwiękowej w nigeryjskim przemyśle filmowym. To był oficjalny początek jego kariery jako producenta. Następnie przeszedł do tworzenia muzyki.
Kiedy w 2000 roku wydał swój pierwszy album „Unconditional Love” z przebojowym singlem „Welu-Welu”, wstrząsnął branżą muzyczną. Okposo był znany na całym świecie i zdobył wiele nagród w Nigerii.